# Энтолома красивая
Энтолома красивая (лат. Entoloma nitidum) — вид грибов, входящий в род энтолома (Entoloma) семейства энтоломовые (Entolomataceae). В системе М. Норделоса включена в подрод Entoloma. В 2011 году выделена в род Entocybe.
Синонимы:
- Entocybe nitida (Quél.) T.J. Baroni, V. Hofstetter & Largent 2011
- Rhodophyllus nitidus (Quél.) Quél. 1886
- Agaricus ardosiacus Bull. sensu Fr. 1867

## Биологическое описание
- Шляпка 2—5 см в диаметре, у молодых грибов конической или полушаровидной формы, затем раскрывается до выпуклой, реже до почти плоской, обычно с заметным бугорком в центре, у молодых грибов с подвёрнутым краем, негигрофанная. Поверхность шляпки серо-синего цвета, в центре иногда сине-чёрная, с возрастом выцветающая лишь незначительно, шелковисто-волокнистая, более или менее гладкая, блестящая.
- Мякоть обычно тонкая, беловатая, плотная, без особого вкуса, со слабым редечным или мучным запахом.
- Гименофор пластинчатый, пластинки довольно частые, приросшие к ножке или почти свободные от неё, сначала беловатые, затем приобретают розоватый оттенок, с ровным краем.
- Ножка 3—8,5 см длиной и 0,2—0,5 см толщиной, ровная, блестящая, продольно разлинованная, иногда закрученная, одного цвета со шляпкой или более светлая, в нижней части беловатая или желтоватая. Кольцо отсутствует.
- Споровый порошок розоватого цвета. Споры 6,5—9×5,5—8 мкм, 6—8-угольные. Базидии четырёхспоровые, с пряжками, 24—45×7,5—12,5 мкм. Цистиды отсутствуют. Кутикула шляпки — иксокутис, состоит из узких цилиндрических гиф до 6 мкм толщиной.

Токсические свойства энтоломы красивой не изучены, она считается несъедобным грибом.

## Ареал и экология
Энтолома красивая широко распространена в Европе, однако встречается довольно редко. Также известна из Северной Америки. Произрастает одиночно или небольшими группами на в хвойных и смешанных лесах, обычно на кислых почвах.

## Родственные виды
Энтолома красивая включена в подсекцию Entoloma одноимённой секции рода Энтолома. Кроме неё в эту подсекцию включены следующие европейские виды:
- Entoloma alcedicolor Arnolds & Noordel. 2004
- Entoloma bloxamii (Berk. & Broome) Sacc. 1887
- Entoloma myochroum Noordel. & E. Ludw. 2004
- Entoloma prunuloides (Fr.) Quél. 1872 — Энтолома подвишенная
- Entoloma rubellum (Scop.) Gillet 1874
- Entoloma viridans (Fr.) P. Karst. 1879